# آرپا-تکیر (شهرستان آلای)
آرپا-تکیر (به لاتین: Arpa-Tektir) یک منطقهٔ مسکونی در قرقیزستان است که در شهرستان آلای واقع شده‌است. آرپا-تکیر ۱٬۷۹۸ نفر جمعیت دارد و ۱٬۴۹۹ متر بالاتر از سطح دریا واقع شده‌است.